# Robot Chicken
Robot Chicken (no Brasil, Frango Robô) é uma série de animação adulta exibida no bloco Adult Swim da Cartoon Network, feita em stop motion. Criado por Seth Green e por Matthew Senreich junto com os co-escritores Douglas Goldstein e Tom Root, o programa é produzido pela Stoopid Monkey e pela Sony Pictures Digital. Os escritores, principalmente Green, também providenciam a maioria das vozes. Senreich, Goldstein e Root já foram escritores para a popular revista de figuras de ação Toyfare. Robot Chicken ganhou um prêmio Annie e três Emmy Awards.
A história se baseia num frango que foi atropelado numa noite de chuva e um cientista louco o tortura, obrigando-o a ver programas de televisão simultaneamente. É uma sátira de personalidades, filmes, programas e situações tipicamente americanos. A abertura continua  a mesma até que em um episódio é revelado que o frango é o telespectador, assim, o frango mata o cientista no fim da 5ª temporada. Na abertura da 6ª temporada os papéis se invertem, o frango transforma o cientista num ciborgue e o obriga a assitir aos programas. No Brasil já foi ao ar nos canais Cartoon Network, I.Sat, TBS e agora voltou ao ar no dia 4 de maio de 2020 no Warner Channel pelo bloco Adult Swim. Frango Robô foi renovado  esse ano, a oitava temporada foi ao ar em a partir de 25 de Outubro no Adult Swim americano.

## Formato
O programa Frango Robô satiriza a programação dos canais americanos e a cultura pop em geral. Tudo serve de paródia ou sátira no programa. De brinquedos, filmes, televisão, modismos populares. Outra característica marcante no programa Frango Robô é forma sombria e sádica como desenhos animados infantis são retratados. Talvez esse seja o segredo do sucesso do programa com o público jovem e adulto. no Brasil recebeu classificação de "Não recomendado para menores de 14 anos".
Prova de seu sucesso é que o programa já teve vários especiais, entre eles o Frango Robô Especial de 30 minutos dedicado a Star Wars, que estreou 17 de junho de 2007, nos EUA, com as vozes de Star Wars notáveis George Lucas, Mark Hamill (a partir de um episódio anterior), Billy Dee Williams e Ahmed Best. O episódio de Star Wars foi nomeado para um Emmy Award 2008 como Programa de Animação Outstanding (para programação menos de uma hora). Frango Robô também teve um especial de muito sucesso feito com personagens da DC Comics em 2012.
Com fim da série: O Esquadrão Força Total, serie que terminou em 30 de agosto de 2015. A série Frango Robô passa a ser a animação com maior numero de episódios produzidos pelo Adult Swim em toda sua história, num total de 140 episódios já feitos pelo canal ate agora. A serie Aqua Teen teve num total de 139 episódios divididos em 11 temporadas. Tambem se considerar por tempo de produção a serie Frango Robô é a mais antiga em produção pelo grupo Turner. Já que no ano de 2018 chegou ao fim a animação Hora de Aventura que vinha sendo produzida desde 2010.

## Temporadas
| Season | Season | Episodes  | Originally aired   | Originally aired                         | DVD release                              | DVD release       | DVD release       |         |
| Season | Season | Episodes  | Season premiere    | Season finale                            | Region 1                                 | Region 2          | Region 4          |         |
| ------ | ------ | --------- | ------------------ | ---------------------------------------- | ---------------------------------------- | ----------------- | ----------------- | ------- |
|        | 1      | 20        | Fevereiro 20, 2005 | Julho 18, 2005                           | Marco 28, 2006                           | Setembro 29, 2008 | Abril 4, 2007     |         |
|        | 2      | 20        | Abril 2, 2006      | Novembro 19, 2006                        | Setembro 4, 2007                         | Setembro 28, 2009 | Novembro 11, 2007 |         |
|        | 3      | 20        | Agosto 12, 2007    | Outubro 5, 2008                          | Outubro 7, 2008                          | Janeiro 25, 2010  | Dezembro 3, 2008  |         |
|        | 4      | 20        | Dezembro 7, 2008   | Dezembro 6, 2009                         | Dezembro 15, 2009                        | Agost0 30, 2010   | Dezembro 2, 2009  |         |
|        | 5      | 20        | Dezembro 12, 2010  | Janeiro 15, 2012                         | Outubro 25, 2011                         | TBA               | Novembro 30, 2011 |         |
|        | 6      | 20        | Setembro 16, 2012  | Fevereiro 17, 2013                       | Outubro 8, 2013                          | TBA               | Novembro 20, 2013 |         |
|        | 7      | 20        | Abril 13, 2014     | Agosto 17, 2014                          | N/A                                      | N/A               | N/A               |         |
|        | 8      | 20        | Outubro 25, 2015   | Maio 15, 2016                            | N/A                                      | N/A               | N/A               |         |
|        | 9      | 20        | Dezembro 10, 2017  | Julho 22 , 2018                          | N/A                                      | N/A               | N/A               |         |
|        | 10     | 20        | Setembro 30, 2019  | Agosto 3 , 2020                          | N/A                                      | N/A               | N/A               |         |
|        | 11     | 20        | Setembro 7, 2021   | Abril 11 , 2022                          |                                          |                   |                   |         |
|        |        | Especiais | Especiais          | 2005, 2007, 2008, 2010, 2012, 2013, 2014 | 2005, 2007, 2008, 2010, 2012, 2013, 2014 | Various           | Various           | Various |

## Elenco
Além de Seth Green, que faz sua própria voz e a diversos personagens do programa, os principais atores a participar da dublagem original são:
| - Candace Bailey - Abraham Benrubi - Alex Borstein - Donald Faison - Sarah Michelle Gellar - Ginnifer Goodwin - Jamie Kaler - Mila Kunis - Jordan Ladd | - Seth MacFarlane - Breckin Meyer - Dan Milano - Chad Morgan - Tom Root - Matthew Senreich - Kevin Shinick - Adam Talbot - Victor Yerrid - Topher Grace |

## Ligaçoes Externas
- 8 temporada de Frango Robo esta sendo produzida
- 9 temporada de Frango Robo é anunciada no Facebook do Adult Swim